# 豊田駅 (北海道)

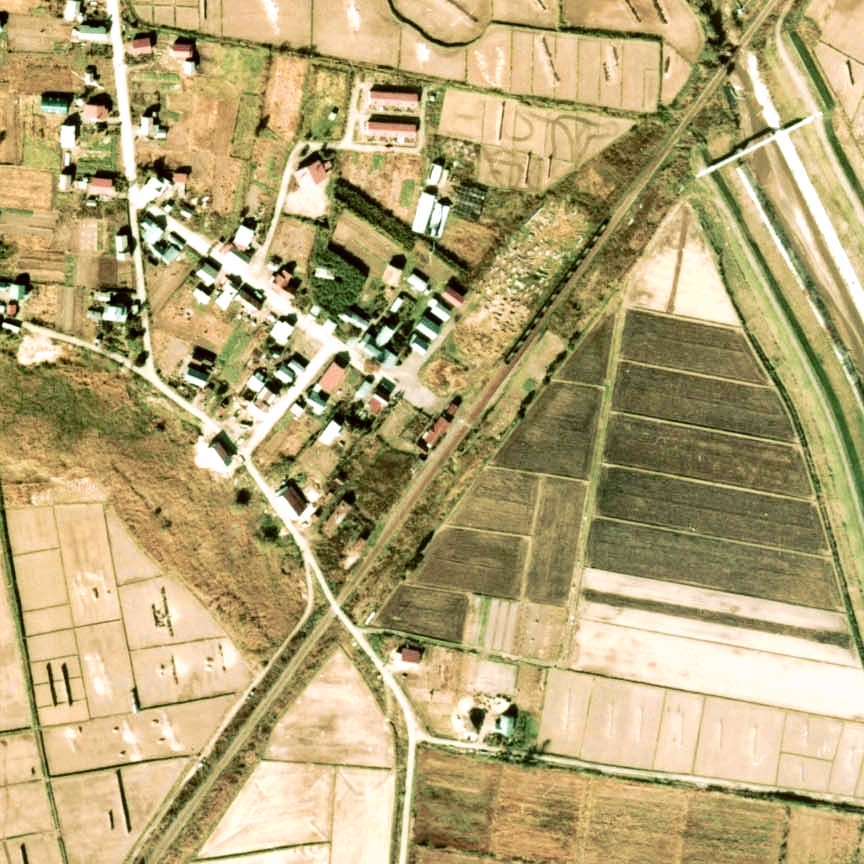
1975年の豊田駅と周囲約500m範囲。右上側が日高町方面。

豊田駅（とよたえき）は、北海道（胆振支庁）勇払郡穂別町字豊田（現・むかわ町穂別豊田）にあった日本国有鉄道（国鉄）富内線の駅（廃駅）である。事務管理コードは▲132305。

## 歴史
- 1923年（大正12年）11月11日 - 北海道鉱業鉄道金山線生鼈駅（後の旭岡駅） - 辺富内駅（後の富内駅）間延伸開通に伴い杵臼駅（きなうすえき）として開業[4][5]。一般駅[1]。
- 1924年（大正13年）3月3日 - 鉄道会社名を北海道鉄道（2代目）に改称、それに伴い同鉄道の駅となる。
- 1943年（昭和18年）8月1日 - 北海道鉄道が戦時買収により国有化。線路名を富内線に改称、それに伴い同線の駅となる。同時に豊田駅に改称[1]。
- 1960年（昭和35年）4月1日 - 業務委託化。
- 1977年（昭和52年）2月1日 - 貨物・荷物取扱い廃止[1]。無人化[6]。
- 1986年（昭和61年）11月1日 - 富内線の廃線に伴い廃止となる[2]。

### 駅名の由来
旧駅名の「杵臼」は道内諸地の類似地名と同様、アイヌ語の「キナウㇱ（kina-us）」（草が・多い）に由来する。
しかし、胆振支庁（当時）内では昭和10年代半ばごろから、大字のある町村において字名の整理改正が進められ、穂別村（当時）内でも1941年（昭和16年）4月1日付で大字の廃止・字名改正がなされて当地の字も「豊田」となり、2年後の北海道鉄道による買収に際して駅名も改めた。
「豊田」の由来については「水田ができたので豊作を祈って」とされている。

## 駅構造
廃止時点で、島式ホーム（片面使用）1面1線を有する地上駅であった。ホームは線路の北西側（日高町方面に向かって左手側）に存在した。かつては島式ホーム1面2線を有する列車交換可能な交換駅であった。使われなくなった駅舎側の1線は、交換設備運用廃止後も日高町方の転轍機及びホーム近くまでの線路が側線として残っていた（但し1983年（昭和58年）時点では転轍機の先の部分に車止めが設置されていた）。
無人駅となっていたが、有人駅時代の駅舎が残っていた。駅舎は構内の北西側に位置した。

## 利用状況
- 1981年度（昭和56年度）の1日乗降客数は8人[8]。

## 駅周辺
- 北海道道74号穂別鵡川線
- 胆振豊田郵便局
- 鵡川[10]
- キナウス川[10]

## 駅跡
1999年（平成11年）時点では消防団の建物が建築されていた。2011年（平成23年）時点でも同様であった。
また、1999年（平成11年）時点では駅跡の穂別方を流れるキナウス川にガーダー橋が残存し農道に転用されていた。2011年（平成23年）時点でも同様で、そのほか栄方に線路跡の築堤やトンネルの坑口、擁壁、落石防止用フェンス、標識などが残存していた。

## 隣の駅
日本国有鉄道
富内線
栄駅 - 豊田駅 - 穂別駅